# Vicente Fernández
Pour les articles homonymes, voir Fernández.
Vicente Fernández Gómez est un chanteur, acteur et producteur de films mexicain, né le 17 février 1940 à Guadalajara et mort dans la même ville le 12 décembre 2021. Surnommé El Charro de Huentitlán. Considéré par beaucoup comme une idole, ses interprétations de rancheras le conduisent à rester au sommet de la scène musicale nationale pendant des décennies. Il est souvent comparé à Pedro Infante ou encore à Jorge Negrete. Il est surtout connu pour ses chansons comme Volver, Volver, Por Tu Maldito Amor, El Rey ou encore No Me Sé Rajar,.
Il épouse en 1963 Maria del Refugio Abarca Villaseñor, avec qui il a cinq enfants, dont le chanteur Alejandro Fernández.

## Biographie
Né le 17 février 1940 dans la banlieue de Huentitán El Alto à Guadalajara, dans l'État de Jalisco, Fernández passe ses premières années dans le ranch de son père, Ramon, à la périphérie de Guadalajara.
En 1960, Fernández se consacre à la musique à temps plein. Il retourne ensuite à Jalisco, où il se produit en tant qu'amateur ambulant et participe parfois à l'émission de télévision La Calandria Musical. Après quelques années, Fernández tente sa chance à Mexico, où il trouve un emploi en chantant dans le restaurant El Amanacer Tapatio. Lorsqu'il ne travaille pas, il auditionne — sans succès — pour des maisons de disques. Découragé, il part vers 1963 pour épouser Maria del Refugio « Cuca » Abarca Villasenor. Ils ont trois fils et une fille : Vicente junior, né trois mois avant terme en 1963, Gerardo, Alejandro et Alejandra. La mère de Fernández meurt la semaine même de la naissance de Vicente junior.
En 1998, son fils Vicente est enlevé pendant cent vingt et un jours par une bande criminelle qui exige une rançon de 10 millions de dollars.
Le 16 avril 2016 Vicente Fernández se retire de la scène après un ultime concert au stade Azteca de Mexico durant lequel il chante 45 chansons. Par la suite il continue d'enregistrer et de publier de la musique.

## Discographie

### Date non renseignée
- Romantico Y Ranchero
- Mujeres Divinas
- De Un Rancho A Otro
- Vicente Fernandez
- Vicente Fernandez Con Mariachi
- Un Mexicano En La Mexico
- Serie Economex
- El Tapatio (1981)
- Es La Diferencia
- El Tahur

### Années 1970
- Toda Una Epoca (1973)
- Toda Una Epoca Con (1973) Remastérisé
- Variedad Musical (1975) Remastérisé
- Valses Del Recuerdo (1979) Remastérisé

### Années 1980
- Mi Amigo El Tordillo (1980)
- Vicente Fernandez (1980)
- Volume 10: Ni En Defensa Propia/Los Mas Grandes Exitos De Los Dandy's (1980)
- De Que Manera Te Olvido (1980) Remastered
- Idolo De Mexico (1980) Remastered   ** Pesar De Todo (1980)
- Volume 13: Vicente Fernandez/15 Grandes Con El Numero 1 (1981)
- Volume 14: Es la Diferencia/Joyas Rancheras Al Estilo (1982)
- Hoy Platique Con Mi Gallo (1986)
- Volume 12: Hoy Platique Con Mi Gallo/Mi Amigo El Tordillo (1986)
- Vicente Fernandez (1986)
- Motivos Del Alma (1987)
- Motivos Del Alma (1987)
- Por Tu Maldito Amor (1989)
- DOS Corazones (1989) Remastered

### Années 1990
- Arriba Huentitan (1990)
- El Hijo Del Pueblo (1990)
- Mientras Ustedes No Dejen De Aplaudir (1990)
- La Muerte De Un Gallero (1990)
- Palabra De Rey (1990)
- Clasicas De Jose Alfredo Jimenez (1990)
- Volume 22: Arriba Huentitan/Palabra De Rey (1990) Remastérisé
- Volume 19: Mientras Ustedes No Dejen De Aplaudir/Lo Mejor De La Baraja Con (1990)
- De Un Rancho A Otro (1990) Remastered
- Que De Raro Tiene (1992)
- Gusta Usted? Joyas Rancheras (1992)
- Mexicanisimo: 24 Exitos (1992)
- Lo Mejor De La Baraja Con El Rey (1993)
- Dos Corazones (1993)
- 15 Grandes Con El Numero 1 (1993)
- Lastima Que Seas Ajena (1993)
- Pesar De Todo (1993)
- Mexicanisimo: 16 Exitos (1994)
- Le Canta A America Latina (1994)
- El Numero Uno (1994)
- Recordando A "Los Panchos" (1994)
- Vicente Fernandez (2nd Album) (1994)
- La Voz Que Usted Esperaba (1994)
- El Idolo De Mexico (1994)
- Ni En Defensa Propia (1994)
- Vicente Fernandez (3rd Album) (1994)
- Canta Para Recordar (1994)
- Vicente Fernandez/Javier Solis (1994)
- Vicente Fernandez (1994) Remastered
- Canta Para Recordar (1994) Remastered
- Camino Inseguro (1994) Remastered
- Volume 5: La Voz Que Usted Esperaba/Aunque Me Duele El Alma (1994)
- Aunque Me Duela El Alma (1995)
- Camino Inseguro (1995)
- Sony Pistas Vol. 1 (1996)
- Sony Pistas Vol. 5 (1996)
- Estatua De Marfil (1997)
- El Charro Mexicano (1997)
- Charro Mexicano (1997)
- Entre El Amor Y Yo (1998)
- Alejandra...Y Los Valses Clasicos (1998)
- Tu Salud (1998)
- Y Los Mas Grandes Exitos De Los Dandys (1999)

### Années 2000
- Lobo Herido (2000)
- Historia De Un Idolo Vol. 1 (2000)
- El Mayor De Los Potrillos (2001)
- Mas Con El Numero Uno (2001)
- Historia De Un Idolo Vol. 2 (2002)
- Aniversario Lo Mejor De Lara (2002)
- En Vivo Juntos Por Ultima Vez (2003)
- Se Mi Hizo Tarde La Vida (2003)
- Tesoros De Coleccion (2004)
- Mis Duetos (2005)  Y Sus Corridos Consentidos (2005)
- Para Siempre (2008)
- Primera fila (2008) en Vivo
- Necesito de ti (2009)

## Filmographie

### Années 1970
- 1971 – Tacos Al Carbón (Grilled Tacos)
- 1973 – Uno y Medio Contra el Mundo (One and a Half Against the World)
- 1973 – Tu Camino y el Mio (Your Road and Mine)
- 1974 – El Hijo del Pueblo (Son of the People)
- 1974 – Entre Monjas Anda el Diablo (The Devil Walks Between Nuns)
- 1974 – La Ley del Monte (The Law of Wild)
- 1974 – El Albañil  (The Bricklayer)
- 1974 – Juan Armenta: El Repatriado (Juan Armenta: The Repatriated One)
- 1975 – Dios Los Cria (God Raises Them)
- 1977 – El Arracadas (The Earringer)
- 1977 – Picardia Mexicana (Mexican Rogueishness)
- 1979 – El Tahúr (The Gambler)

### Années 1980
- 1980 – Coyote and Bronca (The Coyote and the Problem)
- 1980 – Picardia Mexicana Numero Dos (Mexican Rogueishness Number Two)
- 1980 – Como Mexico no Hay Dos (Like Mexico There is No Other)
- 1981 – Todo un Hombre (Fully Manly)
- 1981 – El Sinverguenza (The Shameless One)
- 1981 – Una Pura y Dos Con Sal (One Pure and Two with Salt)
- 1982 – Juan Charrasqueado & Gabino Barrera
- 1983 – Un Hombre Llamado el Diablo (A Man Called the Devil)
- 1985 – Matar o Morir (Kill or Die)
- 1985 – Acorralado (Cornered)
- 1985 – Sinvergüenza Pero Honrado (Shameless But Honorable)
- 1985 – Entre Compadres Te Veas (You Find Yourself Among Friends)
- 1987 – El Embustero (The Liar)
- 1987 – El Macho (The Tough One)
- 1987 – El Diablo, el Santo y el Tonto (The Devil, the Saint, and the Fool)
- 1987 – El Cuatrero (The Rustler)

### Années 1990
- 1990 – Por Tu Maldito Amor (For Your Damned Love)
- 1991 – Mí Querido Viejo (My Dear Old Man)